# Douglinhas
Douglas Aguiar, mais conhecido como Douglinhas (São Paulo, 8 de dezembro de 1959), é um intérprete do carnaval de São Paulo, desde 1986. Iniciou sua carreira como intérprete na escola de samba Pérola Negra, atualmente está na Águia de Ouro. Também já atuou como compositor de sambas.
Fora do Carnaval, Douglinhas também faz parte do grupo Quesito Melodia, onde canta com outros intérpretes: Carlos Júnior, Darlan Alves e Waguinho.
Seu grito de guerra é: "Tá todo mundo aí? Ahhh Muleque....E que a luz divina nos ilumine pro caminho da vitória!".

## Carreira como intérprete
Após defender a Pérola entre 1986 a 1988, foi para a Tom Maior em 1989 e 1990. Em 1991, foi para a Águia de Ouro, onde permaneceu até 2004. Neste último ano, cantou em parceria com o carioca Serginho do Porto, tanto na escola paulistana, como no Estácio de Sá, do Rio de Janeiro. Serginho e Douglinhas cantaram juntos no Rio e em São Paulo entre 2002 e 2004, sendo que em 2005 ambos estavam na Caprichosos. sendo que em 2001, esteve também no Império da Tijuca.
Enquanto esteve na Águia de Ouro, excursionou por diversos países: em 1994, fez um tour pelo Japão com a Companhia de Show. Em 1996, foi a Portugal com o Show Encantos Tropicais. Foi intérprete e compositor do primeiro samba da Mancha Verde também em 1996, mesmo, estando na Águia, o que era possível graças ao fato de ambas estarem em divisões diferentes na época. Em 1997, fez nova excursão a Portugal com a Companhia do Show.
Em 2001, além de atuar no Carnaval Paulista pela Águia de Ouro, foi um dos intérpretes da Império da Tijuca. Após o carnaval de 2004, saiu da Águia de Ouro e foi para a Mancha Verde, onde cantou no ano seguinte, mantendo porém a parceria com Serginho do Porto no Rio: ambos cantaram juntos na Caprichosos. Ainda no mesmo ano, Douglinhas cantou novamente na Pérola Negra, que estava no Grupo de acesso.
Em 2006, foi para a X-9 Paulistana, atuando também na Sangue Jovem de Santos. Ainda participou da disputa de sambas da Mancha, onde defendeu na quadra o samba vencedor. Retornou à Pérola Negra, sua escola de origem, em 2007, quando a agremiação retornou ao Grupo Especial, de onde estava fora desde 2001. Nos anos de 2010 e 2011, foi ainda intérprete da Samuca de Rio Claro.
Em 2013, durante a final da escolha do samba-enredo para o carnaval de 2014, Douglinhas, emocionado, anunciou seu desligamento da Pérola Negra devido à falta de tempo para participar de eventos da escola, além de outras questões pessoais.

## Carreira como compositor
- Em 1989, compôs o samba vencedor da Águia de Ouro, junto com Juquinha, Quinzinho, Carlinhos Barbosa e Silvinho.[1]
- Ainda em 1989, venceu a disputa de samba enredo na Tom Maior.[1]
- Em 1990 compôs o samba enredo da Mocidade Alegre.
- Em 1991, novamente com Juquinha, Quinzinho, Cuca e Carlinhos Barbosa, venceu a disputa na Águia de Ouro. Compôs ainda para a escola os sambas de 1992 e 1993 (Identidade Brasil).[1]
- Participou até 2004 da Ala dos Compositores da Águia de Ouro.